# El primer silencio
El primer silencio es una película española dirigida por Samuel Sebastian de carácter experimental en la que los actores improvisaron una historia a partir de unas pautas previas. La película está rodada en un solo plano y a tiempo real. Ha participado en diferentes festivales españoles y en el Festival Internacional de Dakhlah, en Marruecos.

## Argumento
Película rodada en un solo plano secuencia a tiempo real.
Mauro vive con su pareja una vida acomodada y sin problemas. El problema surge cuando una mañana ella decide marcharse de casa y abandonarlo. Ella le reprocha su pasividad, su vida indolente y sobre todo la falta amor que existe entre los dos. Mauro no puede entender cómo puede desaparecer de su vida alguien que lo ha sido todo para él, alguien a quien ama, alguien que lo mantiene económicamente mientras él trata de abrirse paso en el mundo del diseño gráfico. Sin embargo es consciente de que a partir de ese momento muchas de las cosas que ocurren en su vida van a cambiar.
Rodada en escenarios reales y a tiempo real, la cámara sigue durante una hora y cuarto a tres personajes en un momento importante de sus vidas en el que saben que van a cambiar su punto de vista respecto al mundo que los rodea pero no saben qué rumbo van a tomar ni cuál será su destino final.